# 長谷川毬子
長谷川 毬子（はせがわ まりこ、1917年（大正6年）8月8日 - 2012年（平成24年）1月29日）は、日本の画家、イラストレーター、実業家。元姉妹社社長で、長谷川町子美術館では理事長、二代目館長を歴任。
漫画家の長谷川町子は実妹。町子のマネジメントや外部との折衝を一手に担い、町子の死後も『サザエさん』の版権管理に大きな影響力を持ち続けた。

## 生涯
佐賀県小城郡東多久村（現・多久市）生まれ。その後福岡市に移り、筑紫女学園を卒業する。卒業後の1934年（昭和9年）、父の死に伴い、家族とともに福岡から東京へ移住。洋画家の藤島武二に弟子入り、川端画塾に通う。
家計を支えるために出版社へ挿絵を持ち込んでいたところ、その絵が菊池寛の目に留まったことで、婦人倶楽部に連載された小説「女性の戦い」（1938年（昭和13年）1月 - 1939年（昭和14年）5月連載）の挿絵を担当。その縁から、菊池は経営していた文藝春秋社に毬子の末妹の洋子を入社させる。女流挿絵画家として売れっ子になるが、厳格なクリスチャンだった母親が官能的な描写のある小説の挿絵に激怒したため、児童向けの仕事に切り替える。
戦後、妹の町子が「夕刊フクニチ」に『サザエさん』の連載を開始。その後一家で再び上京した際に、福岡の家を売った資金で「姉妹社」を創業。毬子は画家の仕事を辞め、その社長として営業、町子のマネージメント、作品管理へ徹するようになった。
1985年（昭和60年）、長谷川美術館が開館。1992年（平成4年）には、町子の死去に伴い同美術館の館長に就任。館名を「長谷川町子美術館」と改称した。翌年、姉妹社を解散し、長谷川町子の作品の版権を同美術館に移管した。
80歳頃になると健康を害し、美術館関係者の世話を受けて暮らすようになったとされる。
2012年（平成24年）1月29日に死去、享年96（満94歳没）。長谷川町子美術館では、毬子を追悼する特別展が2012年（平成24年）12月から翌年2月まで開催された。

## 人物

### 家族関係
家族の結びつきを非常に大切にしており、それがきっかけで独立した末妹の洋子とは絶縁したほか、町子の納骨式は一人で立ち会った。町子の死後は孤独な余生を過ごしたとされる。
毬子には町子との間に、美恵子という妹がいた。町子が生まれる前の事であり、わずか5歳で夭折している。その為、町子は戸籍上では三女、洋子は四女である。
1943年、朝日新聞記者の東学（あずま まなぶ）と結婚。だが、わずか1週間後に太平洋戦争で召集され、1944年（昭和19年）インパール作戦で戦死した。訃報は翌年に伝えられたといい、毬子は以降生涯独身を貫き通した。

### 性格
複数の評伝によれば、些細なことで激怒するなど苛烈な激情家であったと伝わる。町子は自著で、自身と共に「姉妹の短気は父親譲り」と記している。
作品の著作権に関しては、「サザエさんバス事件」などの経験もあり町子と共に厳しかったされる。町子の没後は、自身が館長を務める長谷川町子美術館を通してその姿勢を強化し、作品のメディアミックスには非常に慎重な姿勢を見せていた。
『サザエさん』のサザエは、毬子をモデルにした部分があるという。毬子が内緒にしてほしいと頼んだ失敗談を町子が漫画に描いてしまい、喧嘩したというエピソードもある。

### 派生作品に関して
長谷川家では、町子は自作品の製作に集中し、外部への営業・企画・販売に関しては毬子が窓口役となっていた。関係者の間では、毬子は邸宅の住所を取って「桜新町」と通称され、恐れられた。
テレビアニメ『サザエさん』の広告代理店を担当していた宣弘社社長の小林隆吉は、1985年頃に宣弘社が同番組から外れた理由について、毬子と宣弘社の担当者との間に不和が生じたためであると証言している。また、制作会社の社長は「水森亜土が歌うテーマ曲がイメージに合わない」と毬子が激怒した影響で、長谷川家を出禁になったという。
『サザエさん』初代プロデューサーの松本美樹は、毬子の前で「本（原作）が売れているのはテレビ番組（アニメ）のおかげだ」という趣旨の発言をしてしまい、激怒した毬子によって長谷川家を出禁になったといわれている。一方、毬子は打ち合わせで松本の自宅へ赴いたり、アニメ『サザエさん』の版権を一任しようとするなど松本とは一定の信頼関係はあったとされ、松本は後に「自分には作者（町子）という強い味方がついていたから、お姉さんとはずいぶん喧嘩した」と話していたという。
また、『サザエさん』を放送するフジテレビで当時編成局長だった日枝久（のち会長）は、激怒した毬子が『サザエさん』の放送終了を一方的に通告したため、回避すべく毬子の前で何度も土下座したこともあった。
テレビドラマ『マー姉ちゃん』では、製作中に感情的になった毬子が自宅に立てこもり、放送させまいとプロデューサーが訪ねても雨戸も開けないなど強固な姿勢を見せたが、帰らず家の前で粘るプロデューサーに根負けして放送を許可したという逸話も伝わる。
こうした言動から、毬子は関係者の間で「横柄」「攻撃的」な人物と受け取られていたが、毬子に近しい人物からは「表に出ない町子の意思を代弁していただけ」と擁護する声もあった。

### 妹・洋子との関係
末妹の洋子とは、洋子が長谷川家の建て替えを機に独立しようとしたことがきっかけで溝が生じており、洋子は最終的に絶縁状態になった旨を2008年（平成20年）の自著に記している。
洋子から何度か手紙を送ることもあったが、毬子はそのつど封も切らずに送り返したといい。1992年（平成4年）に町子が死去した際も、毬子は部下に「洋子には絶対、知らせてはならない」と厳命し、見かねた部下が内緒で知らせたという。

## 作品

### 挿絵
- 「女性の戦い」（1938年 - 1939年、婦人倶楽部連載）
- 「微風」（佐藤紅緑、1939年 - 1940年、少女倶楽部連載）
- 「輝ける道」（菊池寛、1941年 - 1942年、少女倶楽部連載）
- 「少年愛国 戦陣訓物語」（川島渉・伊東峻一郎、1941年、小学館）
- 「美しき職能」（菊池寛、1942年、婦人倶楽部連載）

## 演じた人物
長谷川毬子もしくは、長谷川毬子をモデルとしたキャラクターを演じた人物
- 熊谷真実 - テレビドラマ「マー姉ちゃん」（役名は磯野マリ子）
- さとうあい → 川崎恵理子 - アニメ「サザエさん」
- 長谷川京子 - テレビドラマ「長谷川町子物語〜サザエさんが生まれた日〜」
- 木内みどり - テレビドラマ「サザエさん旅あるき」（役名は長谷部珠子）